# Windsurf Willy
Windsurf Willy is een computerspel uit 1988. Het spel werd ontwikkel en uitgegeven door Silmarils voor de platform Commodore Amiga. Het doel van het spel is door middel van surfen zoveel mogelijk punten te bepalen. Men kan op vijftien locaties surfen, waarbij de speler de jury moet laten zien wat hij kan. Het spel heeft drie moeilijkheidsgraden. De mate van artisticiteit bepaalt hoeveel punten de speler krijgt. Belangrijk is om de golven goed in te schatten en obstakels uit de weg te gaan. Het spel kan met een of twee spelers gespeeld worden.

## Platforms
| Jaar | Platform                |
| ---- | ----------------------- |
| 1988 | Atari ST                |
| 1989 | Amiga, Amstrad CPC, DOS |